# 5650 Mochihito-o
Az 5650 Mochihito-o (ideiglenes jelöléssel 1990 XK) a Naprendszer kisbolygóövében található aszteroida. Natori Akira és Urata Takesi fedezte fel 1990. december 10-én.